# Sengoku-Zeit

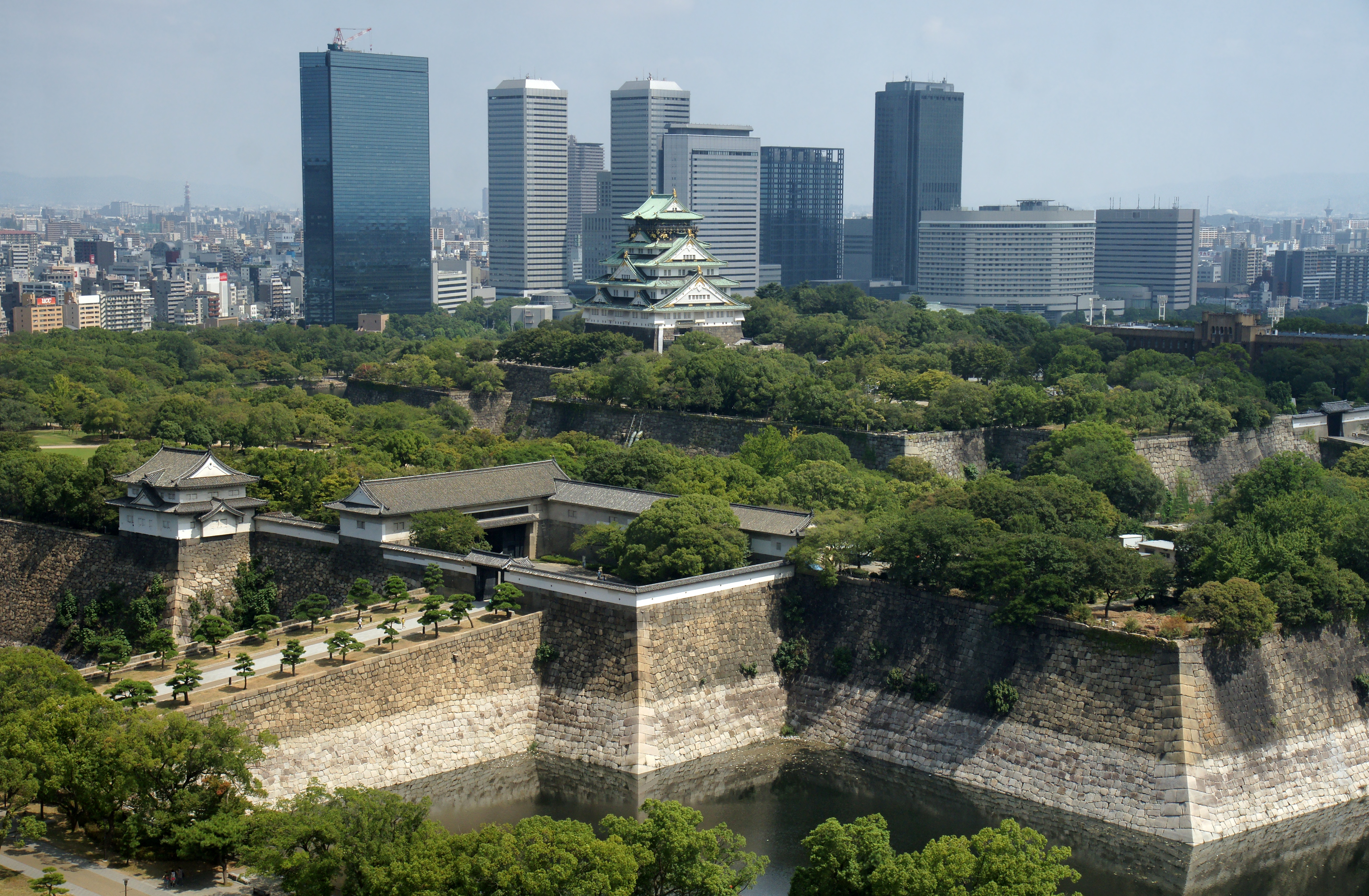
Der Kernteil der Burg von Osaka heute

Die Sengoku-Zeit (jap. 戦国時代 sengoku-jidai, dt. Zeit der [gegeneinander] kriegführenden Lande) ist eines der bewegtesten Zeitalter in der japanischen Geschichte. Der Beginn der Sengoku-Zeit wird auf etwa 1477 (Ōnin-Krieg) auf das Ende der Muromachi-Zeit datiert. Die Sengoku-Zeit ging 1573 in die Epoche der drei Reichseiniger über (Azuchi-Momoyama-Zeit).

## Historische Einordnung

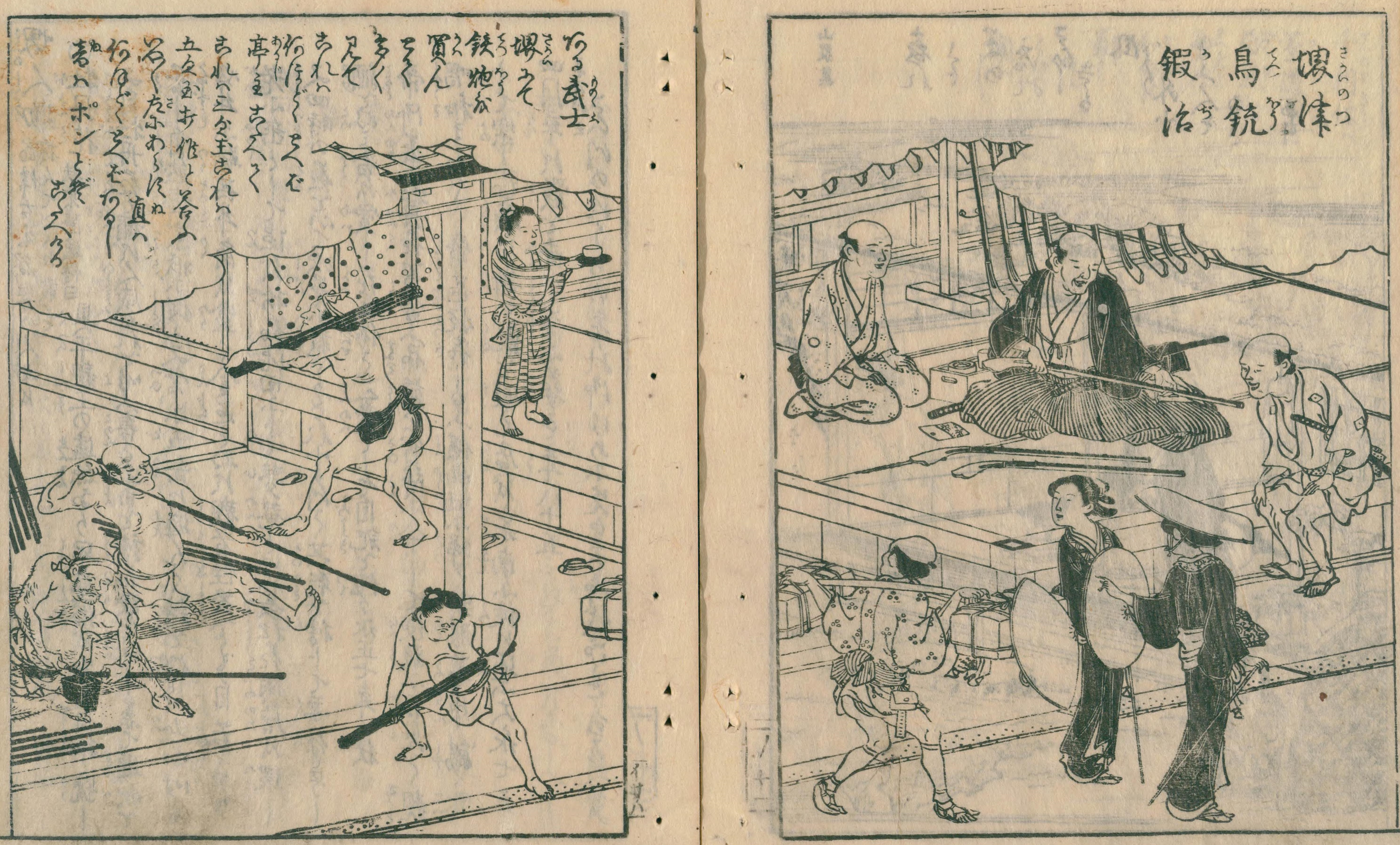
Gewehr-Schmiede in Sakai, einem Produktionszentrum der Sengoku-Zeit

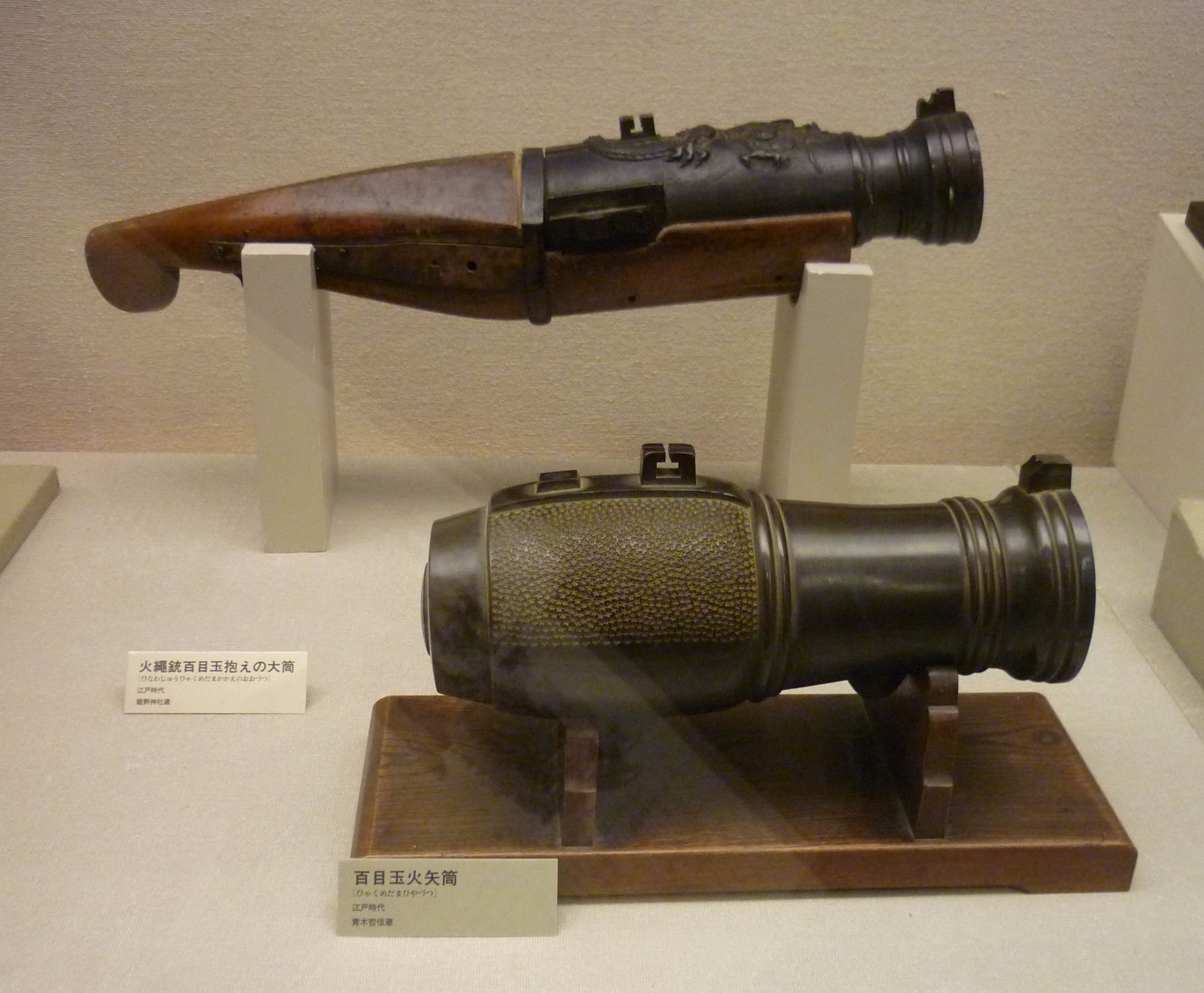
Ōzutsu ('Große Röhre')

Das Ashikaga-Shōgunat hatte im Verlauf der Muromachi-Zeit ständig an Macht eingebüßt. Mit dem Ōnin-Krieg (1467–77) verlor das Ashikaga-Shōgunat seine Bedeutung und das Land den letzten Rest einer zentralen Staatsgewalt. In den folgenden etwa 100 Jahren, die in den Geschichtsbüchern als Sengoku-Zeit (戦国時代, Sengoku-jidai, Zeitalter der streitenden Reiche) bezeichnet werden, rangen neue Männer um die Herrschaft über den Archipel.
Unter der Herrschaft der Ashikaga waren die Provinzen von Lokalherren regiert worden, die zumindest formal noch Shugo, also bestellte Provinzgouverneure, waren. Mit dem Ende der Zentralstaatlichkeit trat ein neuer Typ Feudalherr auf, der Sengoku-Daimyō. Er legitimierte sich nicht mehr über die Berufung durch eine Zentralregierung, sondern durch Landbesitz und militärische Macht. Japan war in zahllose Territorien zersplittert, deren Herrscher in häufig wechselnden Bündnissen Kriege gegeneinander führten.
Die Zersplitterung wurde durch drei Feldherren, Oda Nobunaga, Toyotomi Hideyoshi und Tokugawa Ieyasu mit militärischer Gewalt überwunden. Mit der Einigung Japans und der Errichtung eines neuen Shōgunats endete die Zeit der streitenden Reiche Anfang des 17. Jahrhunderts.

## Die streitenden Reiche

Japan im Jahre 1570

Mit dem Ende des Ashikaga-Shōgunats entstanden schätzungsweise 200 Territorien mit autonomen Herrschern. Etwa dreißig davon waren wirtschaftlich und militärisch mächtig genug, um in den Hegemonialkämpfen eine Rolle zu spielen. In der Mitte des 16. Jahrhunderts hatten sich mit Mōri Motonari, Hōjō Ujitsuna, Imagawa Yoshimoto, Oda Nobunaga, Takeda Shingen und Uesugi Kenshin die Hauptkontrahenten herauskristallisiert. Später kämpften Akechi Mitsuhide, Hashiba Hideyoshi und Tokugawa Ieyasu um die Macht.
Takeda Shingen und Uesugi Kenshin bekriegten einander heftig. Vier Schlachten von Kawanakajima verliefen ohne eindeutiges Ergebnis. Imagawa Yoshimoto marschierte im Jahr 1560 gegen Oda Nobunaga. Obwohl seine Armee etwa 20.000 Mann zählte, griffen die Oda (die nur 3000 Krieger in die Schlacht führten) sein Hauptlager an und töteten Yoshimoto in der Schlacht von Okehazama. Im Jahr 1568 gelang es Oda Nobunaga, Kyōto zu erobern, Ashikaga Yoshiaki als Marionetten-Shōgun einzusetzen und mit dieser Legitimation die Eroberung ganz Japans anzustreben. Oda schloss ein Bündnis mit Tokugawa Ieyasu, einem ehemaligen General Imagawa Yoshimotos. Daraufhin marschierte er gegen die bedeutendsten buddhistischen Klöster des Landes, da deren Mönchssoldaten, die Sōhei, seine Feinde unterstützt hatten. Als Beispiel für seine Grausamkeit und Härte wird der Angriff auf das Kloster Enryaku-ji im Jahr 1571 genannt, das er umzingeln und in Brand setzen ließ. Auch in den Kämpfen gegen die Sekten von Osaka kannte er keine Gnade. Im Jahr 1573 entmachtete er Ashikaga Yoshiaki und war damit Herr über Japan. Mit diesem Akt spricht die japanische Geschichtswissenschaft auch vom Eintritt in die Azuchi-Momoyama-Zeit, in der sich nur noch eine Hand voll großer verbliebener Sengoku-Daimyō gegenüberstanden, die in einem West- und einem Ostbündnis organisiert waren, mit den jeweiligen Hauptfestungen Azuchi-jō und Momoyama-jō.

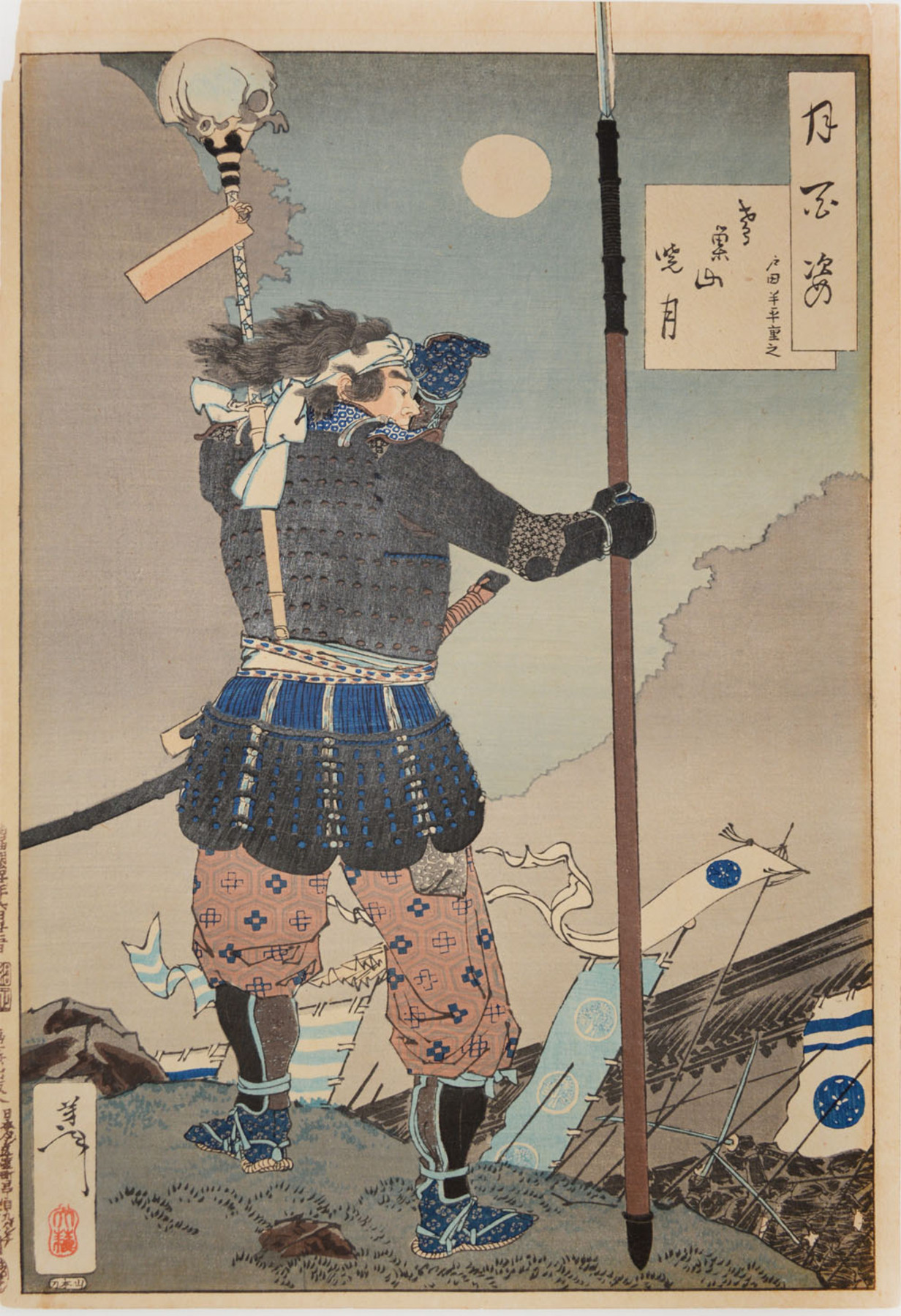
General setzt seine Truppen in Nagashino in Bewegung, Darstellung von Yoshitoshi

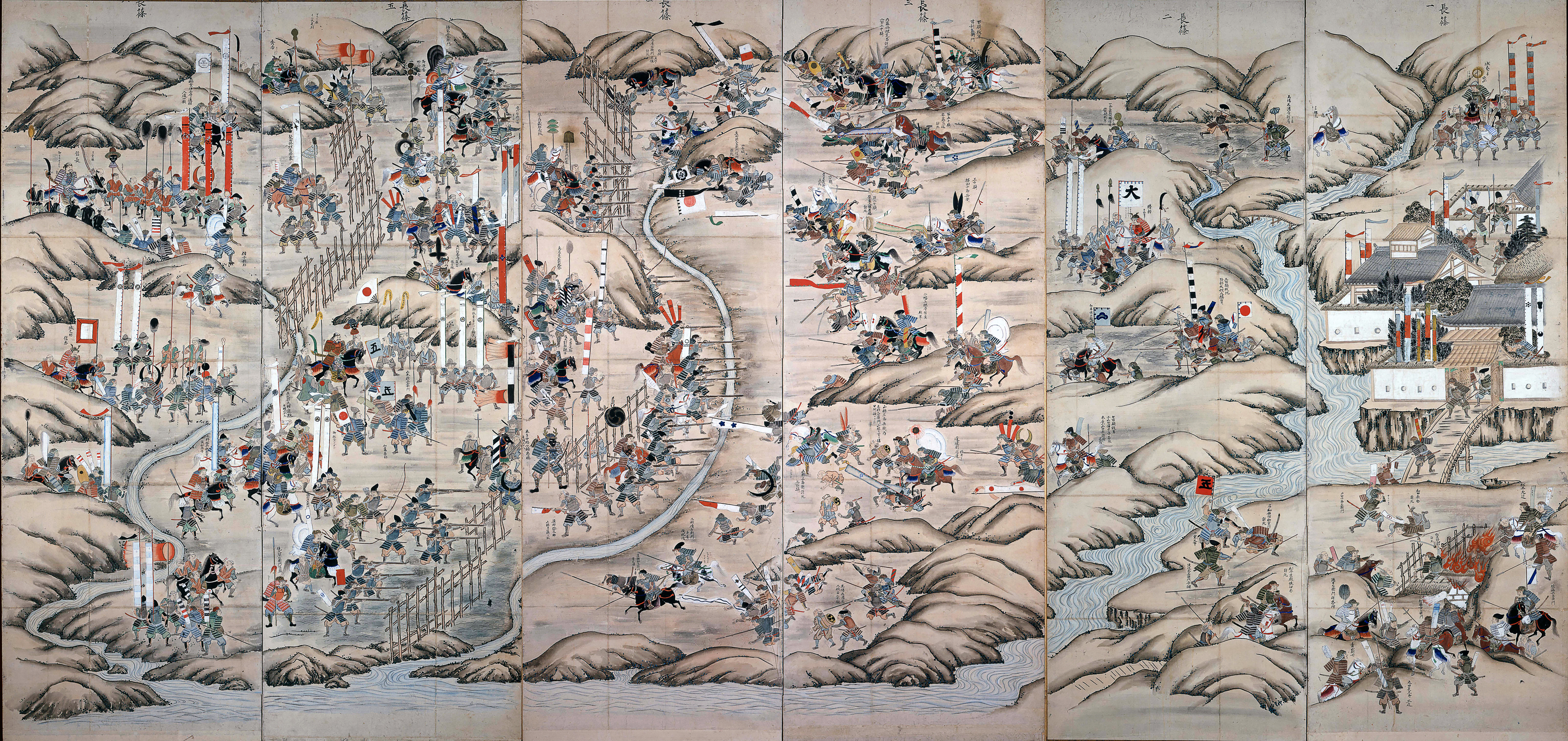
Schlacht von Nagashino

1575 gelang Oda Nobunaga in der Schlacht von Nagashino ein Sieg über die Heere der naheliegenden Armee der Takeda, die sich hauptsächlich aus Kavallerie zusammensetzte. Dieser Sieg basierte nicht zuletzt auf dem erstmaligen Einsatz von Feuerwaffen in größerem Maßstab. In der folgenden Zeit rüstete er sich zum Kampf gegen seine verbliebenen Feinde, zwischen 1576 und 1579 errichtete er die Festung Azuchi, die später der Azuchi-Momoyama-Zeit einen Teil ihres Namens gab. 1582 wurden Oda Nobunaga und sein ältester Sohn von Akechi Mitsuhide, einem seiner wichtigsten Vertrauten und Militärführer, überfallen und zum Selbstmord gezwungen.
Toyotomi Hideyoshi, der zu dieser Zeit als General für Nobunaga im Westen des Landes kämpfte, kehrte zurück, tötete den Verräter Akechi Mitsuhide und übernahm die Herrschaft.
Mit Toyotomi Hideyoshi trat der zweite der drei Reichseiniger hervor. Er hatte seine Laufbahn als einfacher Soldat in Nobunagas Heer begonnen und war nach einigen Machtkämpfen 1585 der mächtigste Mann des Landes. Er bestätigte Oda Nobunagas Bündnisse mit den Uesugi und den Tokugawa und stellte sich den verbliebenen großen Daimyō des Landes zum Kampf. 1590 bezwang er sie und vollendete Japans Einigung. Hideyoshi teilte das Land in etwa 200 Provinzen, übertrug die Herrschaft an Daimyō und sicherte sich deren Lehnstreue. Seine Herrschaft sicherte er durch persönliche Verfügung über ergiebige Provinzen ab, und er umgab sich nur mit Daimyō, die ihm treu ergeben waren. Weiterhin ließ er sich als Regent durch den Kaiser bestätigen. Trotz allem war das System aber nicht vollends stabil. 1591 befahl er eine Invasion in Korea. Unklar ist bis heute ob er ernsthaft glaubte, Korea und China erobern zu können, oder ob er die unbeschäftigten Krieger außer Landes bringen wollte, die ein ständiges Konfliktpotential darstellten. Die Invasion war aufgrund der chinesischen Militärmacht nicht erfolgreich und wurde nach Hideyoshis Tod im Jahr 1598 beendet.
Bevor er 1598 starb, beauftragte er einen Rat aus fünf Daimyō, zu dem auch Tokugawa Ieyasu gehörte, mit der Regentschaft für seinen noch minderjährigen Erben. Sofort nach Toyotomi Hideyoshis Tod begann der Kampf um die Macht. Tokugawa Ieyasu konnte sich behaupten und der Unterstützung vieler Daimyō versichern. 1600 vernichtete er in der Schlacht von Sekigahara das Aufgebot seiner verbliebenen Feinde. Mit diesem Sieg war Japan endgültig geeint und die Tokugawa sollten  für über zweieinhalb Jahrhunderte über Japan herrschen.

## Gesellschaftliche Auswirkungen
Trotz der unruhigen Zustände war die Endphase der Sengoku-Zeit eine Zeit bedeutsamer Entwicklungen für Japan. Oda Nobunaga reformierte die Verwaltung der Dörfer, die Landvermessung und die Steuererhebung. Eine Reform und Vereinheitlichung von Maßen und Gewichten sowie eine Befreiung des Handels legten den Grundstein für den Aufstieg der Kaufleute (chōnin), der später prägend für die Edo-Zeit sein sollte.
Toyotomi Hideyoshi begründete mit dem System der Daimyō als Provinzherren, die dem Regenten gegenüber zu Lehnstreue verpflichtet waren, die Basis für das Baku-Han-System der Tokugawa-Shōgune. Er setzte Oda Nobunagas Reformen fort, teilte Japan neu auf und führte eine Steuer in Form von Reis ein. Sein bedeutendster Reformansatz jedoch war die Einführung von Ständen. Gerade er, der sich vom Bauern zum Kriegsherrn hochgedient hatte, zwang die Menschen, nun entweder Bauern oder Krieger (Samurai) zu sein.
Dieser Reformschritt gestaltete sich schwierig, da in den langen Kriegsjahren der Sengoku-Ära riesige Heere aus Bauern aufgestellt worden waren. Bis zum Onin-Krieg hatten allein die Bushi, von alters her Japans Kriegerelite, gekämpft. Für die Massenschlachten der folgenden Jahre waren auch die Bauern bewaffnet worden. Nach Toyotomi Hideyoshis Gesellschaftsreform mussten sie in sogenannten Schwertjagden (katana-gari) wieder entwaffnet werden.
Diese Teilung der Gesellschaft bildete die Grundlage für das spätere Gesellschaftsmodell der Edo-Zeit mit seinen vier Ständen. Tokugawa Ieyasu vervollkommnete schließlich die Ansätze seiner beiden Vorgänger und installierte ein politisches System von bemerkenswerter Stabilität.
Die Instabilität in Japan sorgte für eine Vermehrung von Piraterie. Infolgedessen verbot die Ming-Dynastie den Handel mit Japan 1557.